# Casamicciola Terme

Casamicciola, mit Monte Epomeo von Ost, Erdbeben Ruinen 1883. Historisches Bild von Leo Wehrli (1951)

Casamicciola Terme ist eine italienische Gemeinde mit 7568 Einwohnern (Stand 31. Dezember 2023) auf der Insel Ischia im Golf von Neapel. Der Ort hat einen Hafen mit Verbindungen nach Neapel und Pozzuoli.

## Geographie
Die Herkunft des Namens der Gemeinde ist nicht eindeutig geklärt. Einige leiten das Toponym Casamicciola von Casa Nìsola nach einer Frau namens Nisola ab, andere aus Casamice, was Ort der Pilze meint, wieder andere aus Casa in Insula, zu deutsch Haus auf der Insel. Im Jahr 1956 wurde wegen der Bedeutung des Thermalwassers für den Ort noch Terme hinzugefügt.

## Geschichte
Am 28. Juli 1883 wurde Casamicciola durch ein Erdbeben fast völlig zerstört, hier starben 1800 Menschen. Auch der Nachbarort Lacco Ameno wurde schwer beschädigt; insgesamt forderte das Beben über 2300 Opfer. Die beim Erdbeben zerstörte Basilica del Sacro Cuore di Gesù e di Santa Maria Maddalena Penitente wurde wieder aufgebaut und 1896 geweiht.
Bei einem Erdbeben am 21. August 2017 stürzten mehrere Häuser und die Chiesa del Purgatorio ein. Am 26. November 2022 gegen 05:00 Uhr morgens löste sich aufgrund starker Regenfälle ein Gebirgskamm des Monte Epomeo. Die „Schlamm-Lawine“ forderte 12 Todesopfer und machte über zweihundert Personen obdachlos.  Der schwere Erdrutsch verursachte die Zerstörung oder Beschädigung zahlreicher Gebäude in Casamicciola.

## Tourismus
Wie der Name schon andeutet, verfügt der Ort über Thermalbäder. Ein berühmter Gast war Henrik Ibsen, der hier Teile seines Werkes Peer Gynt schrieb.

## Persönlichkeiten
- Carlo Mennella (1834–1883), römisch-katholischer Geistlicher und Weihbischof in Ischia